# Hendrik Brumme
Hendrik Brumme (* 1959) ist ein deutscher Wirtschaftswissenschaftler. Er ist Professor an der Hochschule Reutlingen und seit 2012 deren Präsident.

## Leben und Wirken
Brumme studierte Wirtschaftsingenieurwesen an der Universität Karlsruhe. Von 1988 bis 2004 war er in verschiedenen Positionen bei Hewlett-Packard, zuletzt als Director Operations tätig, wo er die Produktion von Großrechnern für den Europäischen Markt verantwortete. 2004 folgte der Ruf an die Hochschule Reutlingen, wo er als Professor an der Fakultät Fertigungswirtschaft lehrte und deren Dekan er 2006 wurde. 2008 folgte seine Promotion an der Erasmus-Universität Rotterdam. 2007 wurde er vom Senat der Hochschule Reutlingen zum Vizepräsidenten, 2012 von Senat und Hochschulrat zum Präsident der Hochschule Reutlingen gewählt. Er ist außerdem Vorstandsmitglied des HAW BW e.V. und damit auch der Rektorenkonferenz der Hochschulen für Angewandte Wissenschaften Baden-Württemberg.